# Waitemata Harbour

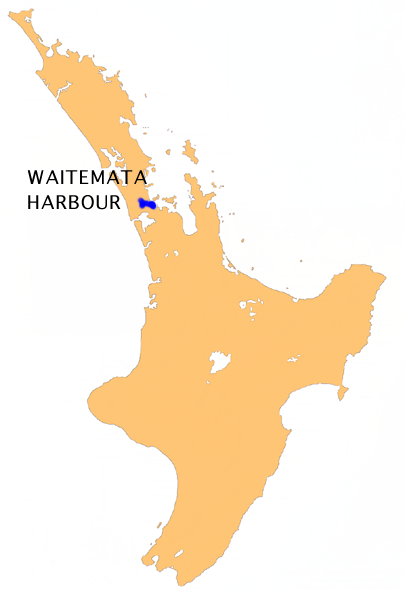
Waitemata Harbour

Waitemata Harbour ou Auckland Harbour est une partie du golfe de Hauraki près de la ville d'Auckland, en Nouvelle-Zélande.

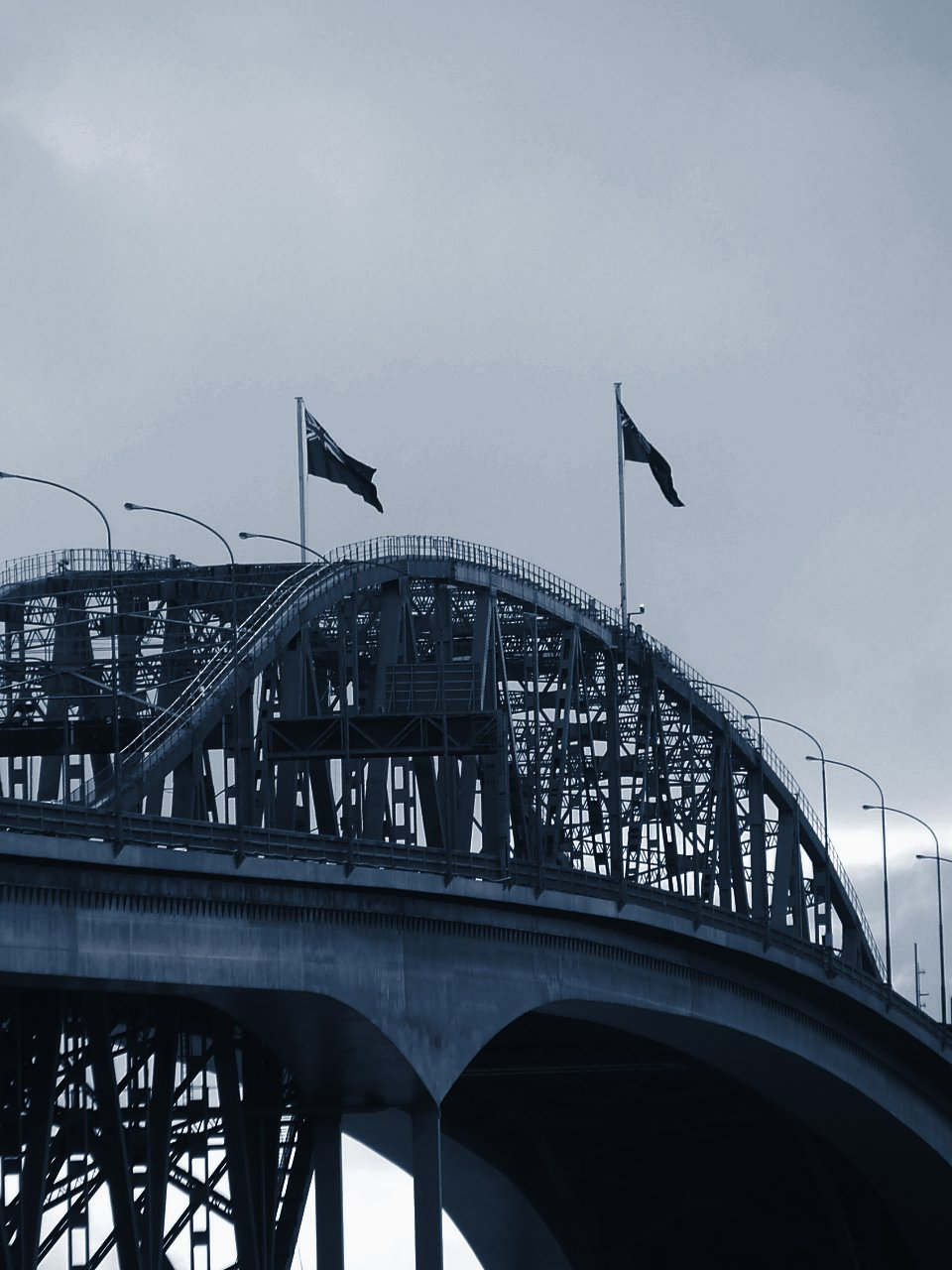
Le pont du port d’Auckland traversant le port d’Auckland

## Situation
Le mouillage de Waitematā est le principal accès par la mer pour la cité d’Auckland dans l’Île du Nord de la Nouvelle-Zélande.
Pour cette raison, il est souvent dénommé comme le Port d’Auckland et est traversé par le pont du port d’Auckland, malgré le fait qu’il soit seulement l’un des 2 ports entourant la cité d’Auckland. 
Le Waitematā habour forme la côte nord et est de l’isthme d’Auckland. 
Il rivalise au sud avec les eaux peu profondes de Manukau Harbour.
Avec une taille de 70 miles carrés, il relie le port de la cité (en) et le front de mer d'Auckland (en) au Golfe de Hauraki, et à l’Océan Pacifique. 
Il est protégé des tempêtes du Pacifique par le North Shore d’Auckland, l’île de Rangitoto et l’Île Waiheke.

## Toponymie
Son nom en langage maori : Wai te Mataa fait référence aux verres en obsidienne. Les « eaux brillantes », car les eaux du port sont dites scintillantes comme les verres volcaniques prisés par les premiers arrivants.

## Vue d’ensemble

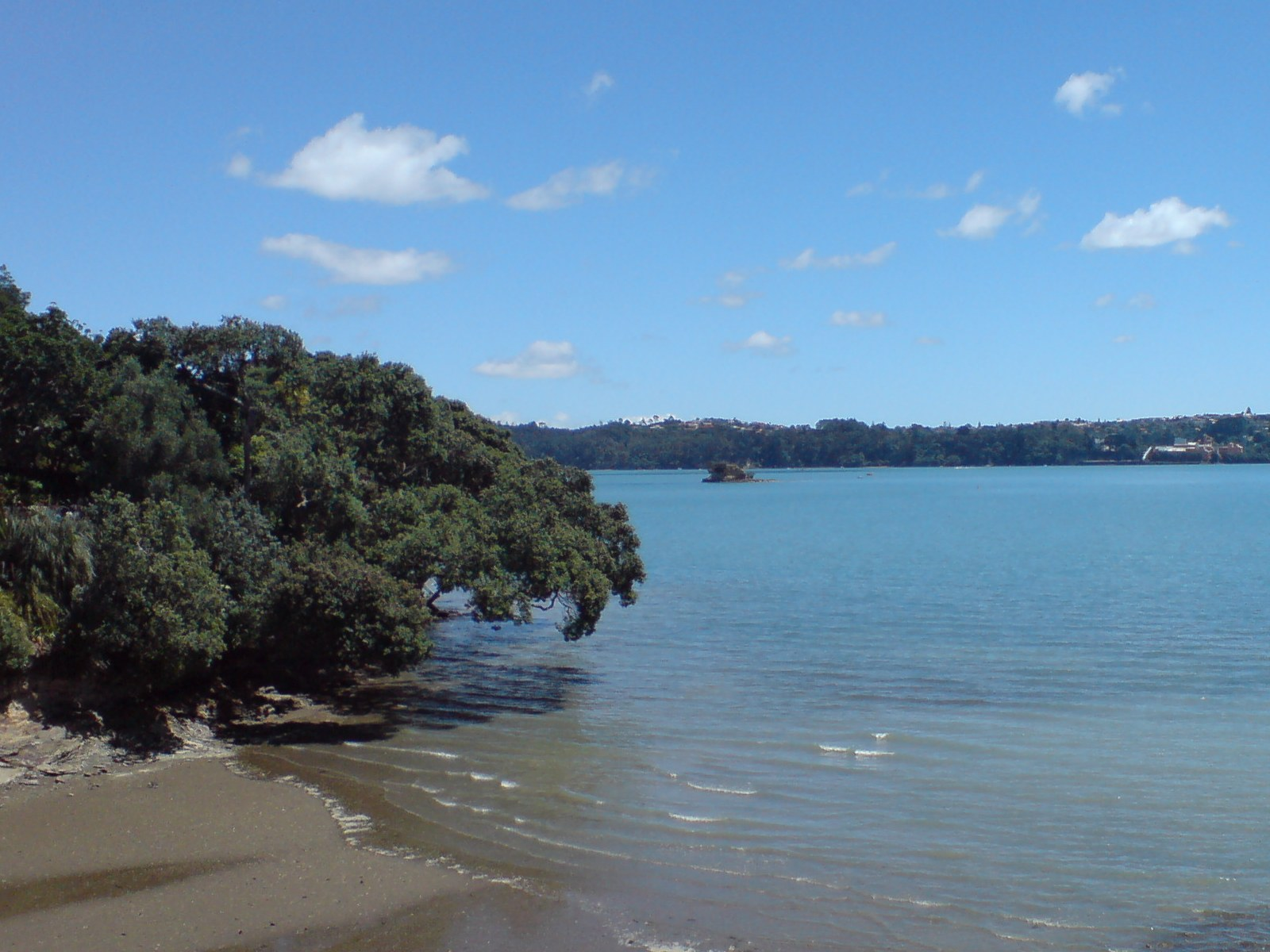
Une des plages boisées typiques du mouillage, le bord est de Herne Bay et l’angle sud du port.

Le mouillage est un bras du Golfe de Hauraki, s’étendant vers l’ouest sur 18 kilomètres à partir de la fin du Rangitoto Channel (en).  
Son entrée est située entre North Head (en) et Bastion Point (en) au sud. 
Le point le plus à l’ouest du port s’étendait autrefois dans la localité de Whenuapai au nord-ouest, et Te Atatu à l’ouest, formant aussi le bras d’un estuaire connu comme étant le fleuve Whau au sud-ouest.
Le coté nord du port est formé par North Shore City, une des multiples cités, qui forment le grand Auckland. 
Les banlieues situées immédiatement à côté du bord de l’eau comprenant (d’ouest en est) : Birkenhead, Northcote et Devonport.
Vers le sud, se trouve le cœur d’Auckland, avec le front de mer d’Auckland (en), ainsi que des banlieues côtières telles, que d’est en ouest : Mission Bay, Parnell, Herne Bay et Point Chevalier, ce denier siégeant sur une courte péninsule triangulaire faisant saillie dans le port.
Le port est traversé à son point à l’ouest par le pont du port d’Auckland ou Auckland Harbour Bridge.
À l’est de son extrémité sud, il y a la marina de Westhaven Marina (en), ainsi que les banlieues de Freemans Bay et de Viaduct Harbour (en). 
Plus à l’est de celles-ci, et juste à côté de l’entrée du mouillage, se trouve le port d’Auckland.
Il y a d’autres quais et ports dans le mouillage et parmi eux, le plus notable est la base navale de Devonport (en), ainsi que les lieux associés de décharges des munitions, situés au niveau de « Kauri Point », mais aussi plus loin Birkenhead et les quais de la raffinerie de Chealsea sugar (en), qui sont tous capables d’accueillir des bateaux de type GRT 500, dits longs. Les petits quais à Birkenhead, Northcote, Devonport et West Harbour offrent la possibilité d'emprunter un ferry permettant de rejoindre directement Auckland CBD par la mer.

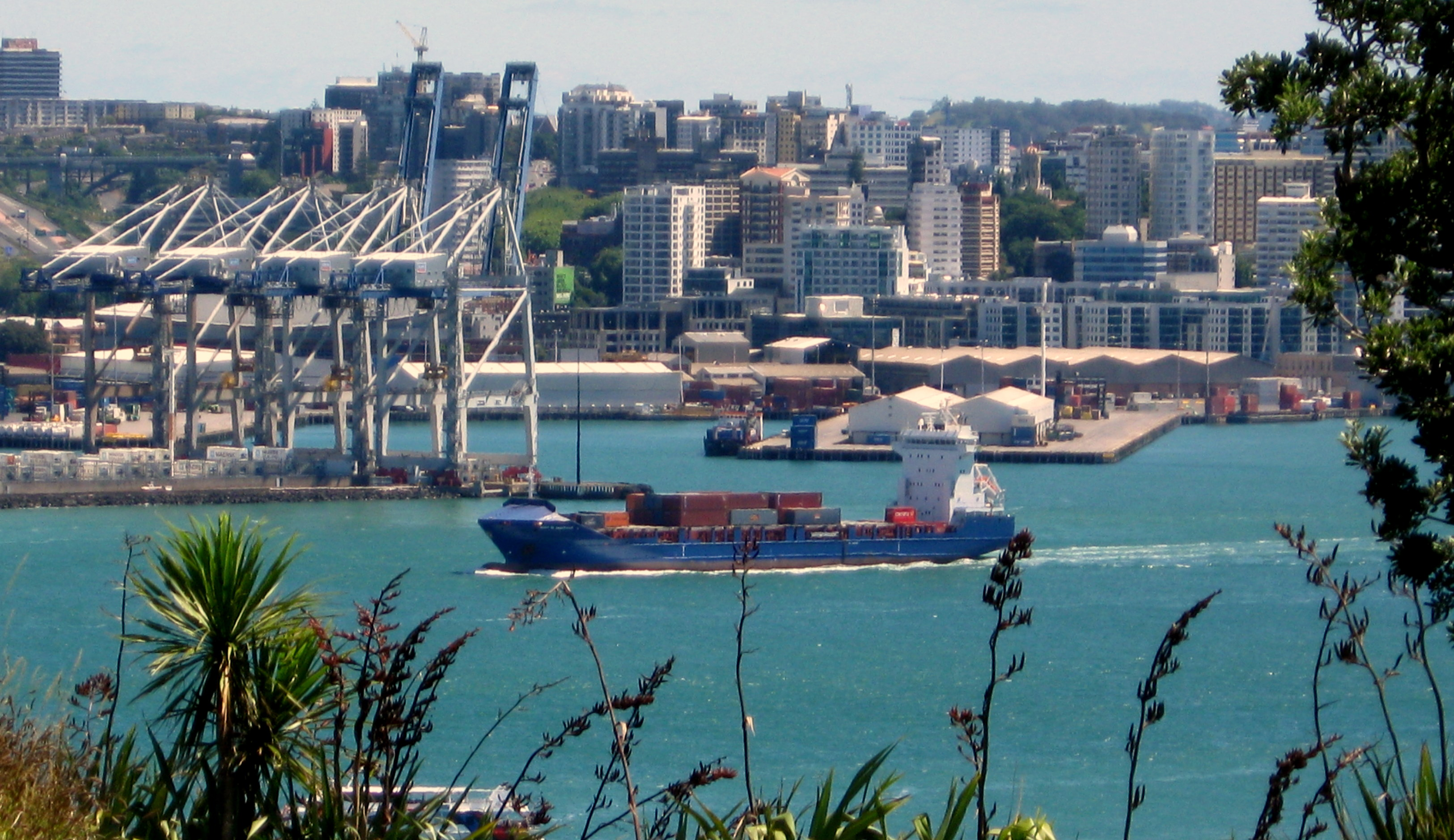
Un bateau container sortant de Waitematā Habour.

## Géologie
Le port est en fait une vallée noyée (un aber) rempli de sédiment marins, déposés durant le Miocène. 
Le volcanisme récent a ainsi formaté la côte, principalement au niveau de Devonport et des récifs de Meola (qui est un flot de lave qui s’étend à travers le port), mais aussi par toute une série de cratères d’explosion de Orakei Basin (en) et plus à l’ouest, ceux de Shoal Bay (en). 
En période de basses eaux, un affluent court à partir de Milford par le biais du cours d'eau Shoal Bay stream. 
Cette vallée fournit au port une seconde entrée, quand le niveau de la mer s’élève, jusqu’au niveau du volcan constituant le lac Pupuke (en), qui obture cet interstice. 
Le bord de mer actuel est très influencé par les marées au niveau des rivières, particulièrement de l’ouest et au nord du port. 
Les vasières sont couvertes par des mangroves, qui s’épanouissent dans ces conditions particulières, et par des marais salants, qui sont aussi typiques du lieu.

## Histoire

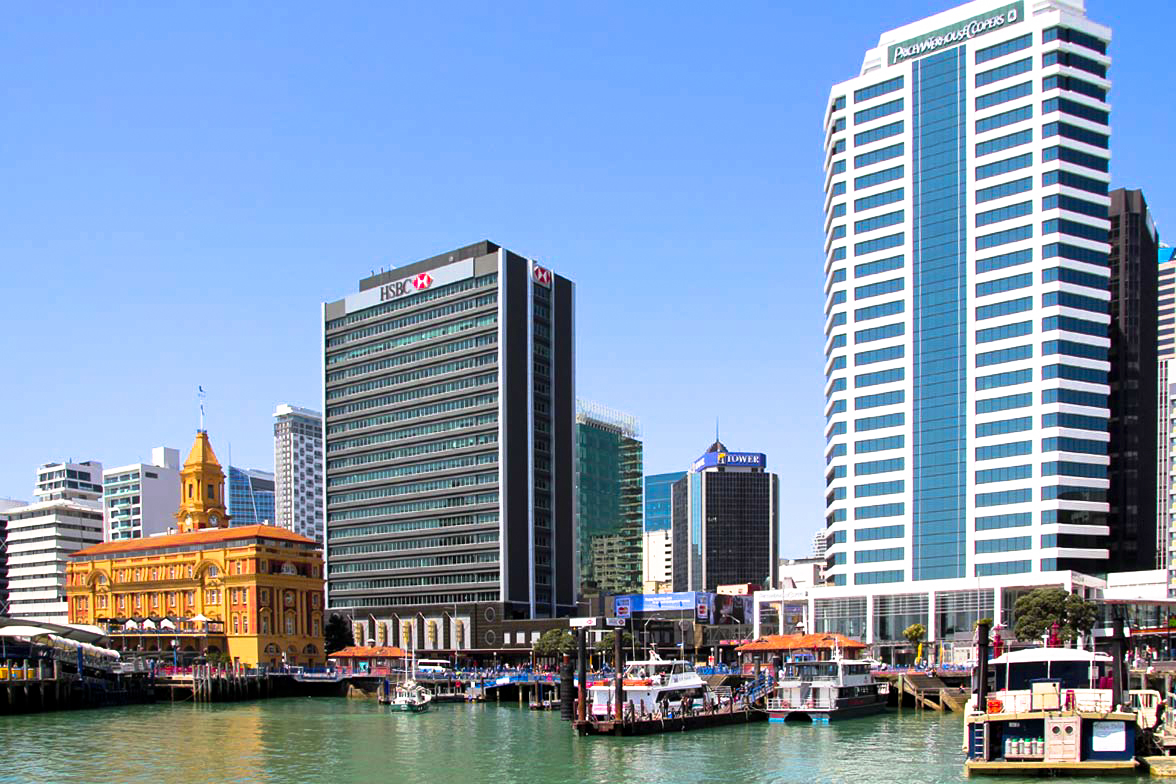
Le front de mer d’Auckland - une des zones les plus populaires de Waitematā Harbour

Le port a longtemps été le principal ancrage et la zone d’activité de la cité d'Auckland, même avant le temps de la colonisation européenne. 
Bien protégé non seulement du fait du Golfe de Hauraki, lui-même mais aussi par l’île de Rangitoto , le port offrait une bonne protection pour tous les vents, et d'autant qu'il manquait de dangereux hauts fonds ou des barres de sables comme sur c'est le cas au niveau du Manukau Harbour), qui rendent l’entrée de ce dernier difficile. 
Le port comporte aussi une zone utilisable pour un développement ultérieur avec une zone de mise en valeur par comblement d’une partie de la mer, spécialement le long du front de mer d’Auckland (en). Celui-ci est en fait survenu dans les quelques décades qui ont suivi à l’arrivée des fondateurs européens de la ville. Par ailleurs, en prenant l’idée sur l’existence de nombreuses traces de chemins de portage maori à travers l’isthme, on a pu aller plus loin et évoquer dès le début des années 1900 la possibilité de créer un potentiel canal, allant du mouillage de Waitematā à celui de Manukau. Une loi (le Auckland and Manukau Canal Act 1908 (en)) fut promulguée, qui permettait aux autorités de réquisitionner les terrains privés qui s'avéraient nécessaires pour la construction du canal. 
Toutefois, aucun travail sérieux (pas même la saisie de terres) ne fut entrepris. L’acte fut donc abrogé le 1er novembre 2010, mettant fin au projet.

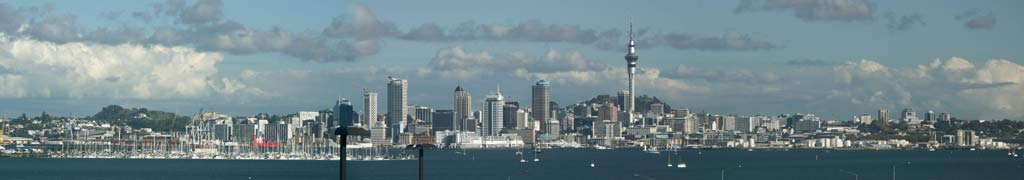
Le mouillage de Waitemātā Harbour avec les gratte-ciels et le Maungawhau / Mount Eden (derrière les gratte-ciels) dans le centre, vu prise de North Shore City, quelque part entre la Bayswater Marina (à gauche) et le Auckland Harbour Bridge (vers la droite), hors de l’image